# Martin Kämpchen

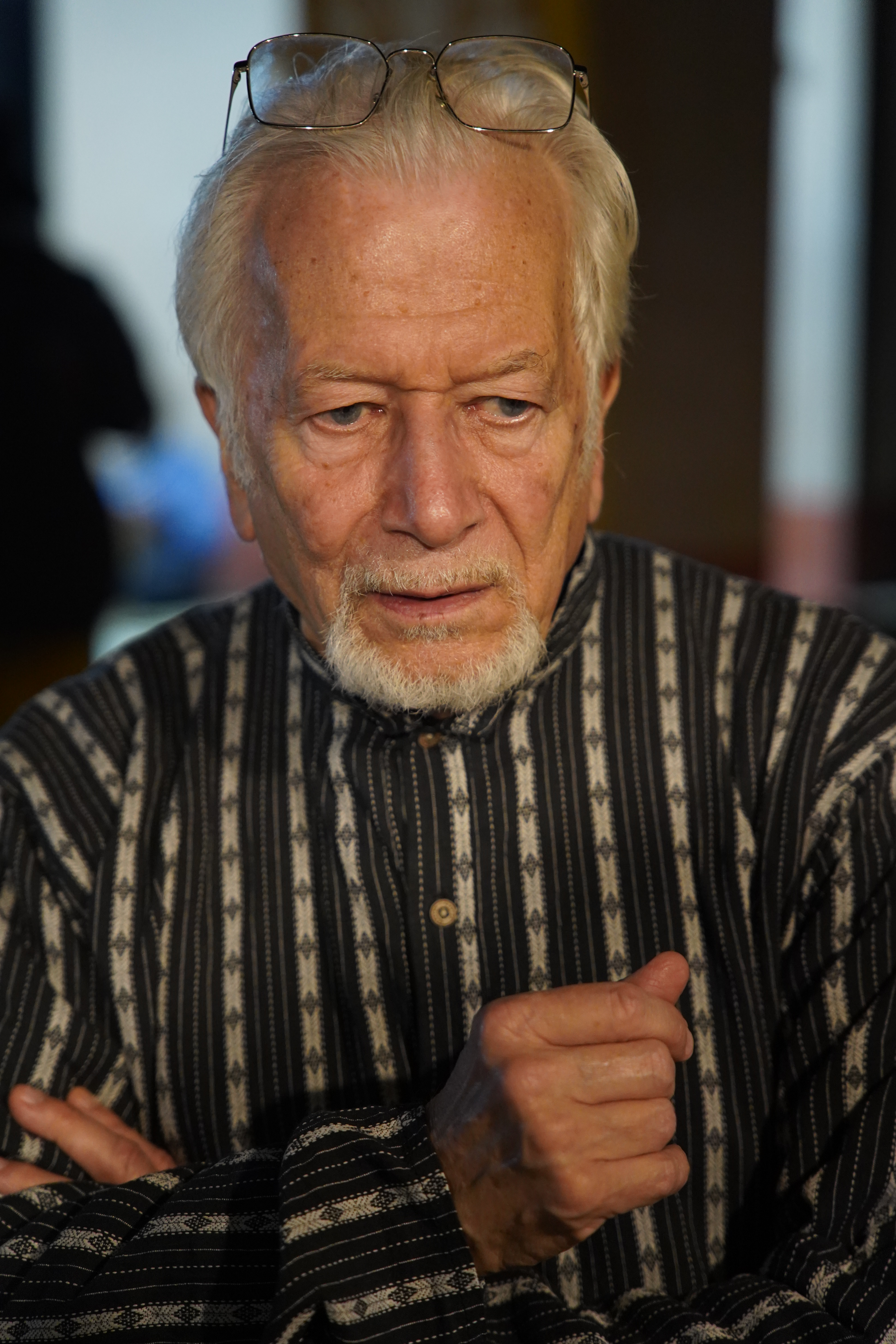
Martin Kämpchen, 2024

Martin Kämpchen (* 9. Dezember 1948 in Boppard) ist ein deutscher Religionswissenschaftler,  Autor, Übersetzer und Journalist. Er widmet sich dem deutsch-indischen Kulturaustausch.

## Lebenslauf
Kämpchen besuchte das neusprachliche Gymnasium in Boppard (Rhein). Vor dem Abitur besuchte er als Austauschschüler ein Jahr die USA und absolvierte das High School Diploma in Oshkosh, Wisconsin. Im Jahr 1967 verweigerte er den Kriegsdienst. Er studierte Germanistik, Theaterwissenschaft, Philosophie in Wien und Französisch in Paris. Er promovierte 1973 in Wien zum Dr. phil. Danach ging er nach Indien, wo er zunächst Deutsch unterrichtete und dann Vergleichende Religionswissenschaft studierte. Seine zweite Promotion erlangte er dort mit einer Dissertation im Fach Vergleichende Religionswissenschaft über Ramakrishna und Franz von Assisi.
Im Jahr 1980 wurde er in der westbengalischen Kleinstadt Shantiniketan, der einstigen Wohn- und Wirkungsstätte Rabindranath Tagores, ansässig. Weitere Wohnsitze waren Kalimpong in den Vorbergen des Himalayas, den Siwaliks, im Distrikt Darjeeling und Boppard.
Kämpchen übersetzte Werke Tagores und Ramakrishnas aus dem Bengalischen ins Deutsche, Vivekananda übersetzte er aus dem Englischen. Daneben veröffentlichte er als Autor oder Herausgeber Sachbücher über indische Kultur, insbesondere über die Literaturen Indiens, und indische Religionen. Kämpchen veröffentlichte Tagebücher, Erzählungen, einen Roman, Anthologien und Essays in Deutschland. Er ist der Herausgeber der neunbändigen wissenschaftlichen Buchreihe Klassiker der östlichen Meditation: Spiritualität Indiens (Zürich 1986–1992). In Indien veröffentlichte Kämpchen mehrere Essaybände in Englisch und Bengalisch.
Außerdem erforscht er die kulturellen Beziehungen zwischen Deutschland und Indien im 20. Jahrhundert; Schwerpunkte sind: Tagore und Deutschland, Hermann Hesse und Günter Grass sowie Indien in der deutschen Literatur des 20. Jahrhunderts.
Seit 1995 schreibt er regelmäßig für das Feuilleton der FAZ über Indien und hält mehrfach im Jahr in Deutschland Vorträge und Lesungen. In Indien war er bis 2020 Kolumnist für die englische Tageszeitung The Statesman (Kolkata/Neu-Delhi) und The Telegraph (Kolkata).
Seit 1984 bemüht er sich um eine alternative Entwicklungshilfe (im Sinne der „Hilfe zur Selbsthilfe“) in den beiden Santal-Dörfern Ghosaldanga und Bishnubati in der Nähe von Shantiniketan. Im Jahr 2007 wurde der Freundeskreis Ghosaldanga und Bishnubati e. V. in Frankfurt gegründet. In den Jahren 1984, 1998, 1999, 2005, 2008, 2015 und 2018 veranstaltete Kämpchen mehrwöchige Rundreisen mit Vertretern (Sängern, Tänzern, Künstlern) der dörflichen Kultur in Deutschland und Österreich mit Veranstaltungen zum Thema „Ein indisches Dorf stellt sich vor“ in Schulen und vor Erwachsenen. 
Martin Kämpchen schrieb auch drei Kinder-Bücher in englischer Sprache, die im Verlag Niyogi Books in New Delhi erschienen sind: Don't Let Me Down! (2022) über ein Stammesdorf in West-Bengalen, Kites Fly Highest in the Mountains (2023) über das Leben in einem Dorf im Himalaya und We Live Here, You Know (2024) über das Schicksal einer obdachlosen Familie in der Großstadt Kolkata. 
Kämpchen wohnt seit 2023 wieder überwiegend in Deutschland.

## Auszeichnungen und Stipendien
- Rabindranath-Tagore-Literaturpreis der Deutsch-Indischen Gesellschaft 1990.
- Rabindra-Puraskar (Rabindranath-Tagore-Preis der westbengalischen Regierung, Kolkata) 1992.
- Journalistenpreis Entwicklungspolitik der deutschen Bundesregierung 1993.
- Ashok Kumar Sarkar Vritti (Fellowship von Ananda Publishers, Kolkata) 1994–97.
- Bundesverdienstkreuz am Bande, 24. Februar 1999.
- Literaturstipendium der Konrad-Adenauer-Stiftung (Bonn) 2000.
- Creative Writers´ Fellowship des Hawthornden Castle (Edinburgh) 2000.
- Rabindranath Tagore-Preis der Rabindra-Bharati Society (Kolkata) 2006.
- Zwei Preise des Tagore Research Institute (Kolkata).
- Ananyasamnān des 24-ghanta-Fernsehkanals (Kolkata) 2010.
- Merck-Tagore Award (von der Firma Merck, Darmstadt, und dem Goethe-Institut, Kolkata) 2012.
- Aufenthaltsstipendium des Landes Rheinland-Pfalz im Künstlerhaus Edenkoben (Pfalz) April bis Juni 2013; September 2014[3].
- Aufenthaltsstipendium des Indian Institute of Advanced Study, Shimla (Himachal Pradesh, Indien) als „Tagore Fellow“ von September 2016 bis April 2018.
- Projektpreis der interreligiösen Arbeitsstelle INTR°A, Schwerte (Deutschland) für Komplementarität der Religionen 2021
- D. Litt. h. c. (Doctor of Literature honoris causa) der Sister Nivedita University, Kolkata 2023

## Schriften (in Auswahl)
- 1979: Krishnas Flöte. Religiöse Liebeslyrik aus Indien. Gesammelt und übersetzt. (Texte zum Nachdenken) Herder, Freiburg
- 1980: Christliche Exerzitien im Dialog mit dem Hinduismus. Ein Lese- und Übungsbuch. Verlag Butzon & Bercker, Kevelaer (mit Ignatius Puthiadam)
- 1991: Rabindranath Tagore and Germany: A Documentation. Max Mueller Bhavan (Goethe-Institut), Kolkata
- 1999: Rabindranath Tagore in Germany: Four Responses to a Cultural Icon. Indian Institute of Advanced Study, Shimla
- 1999: "Von der Freiheit der Phantasie..." Indien in der deutschsprachigen Literatur 1900–1999. Die horen 196, Bremerhaven 1999 (Anthologie)
- 2000: Das Geheimnis des Flötenspielers, Roman. Peter Hammer, Wuppertal, 2. Auflage
- 2001: als Herausgeber: My Broken Love – Günter Grass in India and Bangladesh, Viking, Neu-Delhi/New York City 2001, ISBN 978-0-670-91143-1; deutsche Ausgabe: Ich will in das Herz Kalkuttas eindringen. Günter Grass in Indien und Bangladesh. Edition Isele, Eggingen, 2005
- 2002: Franziskus lebt überall. Seine Spuren in den Weltreligionen. Echter Verlag, Würzburg
- 2005: als Herausgeber: Rabindranath Tagore – Das goldene Boot. Lyrik, Prosa, Dramen. Aus dem Bengalischen übersetzt von Rahul Peter Das, Alokeranjan Dasgupta, Hans Harder, Lothar Lutze und Martin Kämpchen; aus dem Englischen von Andor Orand Carius und Axel Monte. Artemis & Winkler, Düsseldorf (Reihe „Winkler Weltliteratur“)
- 2006: Ghosaldanga – Geschichten aus dem indischen Alltag. Wallstein, Göttingen, ISBN 978-3-8353-0066-8
- 2006: Indien. Ein Reisebegleiter. Insel Verlag, Frankfurt (Insel Taschenbuch 2996) 2. Auflage
- 2006: als Herausgeber: Indische Literatur der Gegenwart. Edition text + kritik, München, ISBN 3-88377-846-X
- 2006: Rabindranath Tagore – Liebesgedichte. Ausgewählt und aus dem Bengalischen übersetzt. Insel, Frankfurt (Insel Taschenbuch 2988), 3. Auflage
- 2007: Dialog der Kulturen. Eine interreligiöse Perspektive aus Indien. Verlag Traugott Bautz, Nordhausen 2007, ISBN 978-3-88309-416-8.
- 2008: Shri Ramakrishna – Gespräche mit seinen Schülern. Ausgewählt, aus dem Bengalischen übersetzt, mit Einleitung und Kommentar. Verlag der Weltreligionen, Frankfurt
- 2009: Svami Vivekananda – Wege des Yoga. Reden und Aufsätze. Ausgewählt, aus dem Englischen übersetzt, mit Einleitung und Kommentar. Frankfurt am Main/Leipzig, Verlag der Weltreligionen, ISBN 978-3-458-70019-7.
- 2009: Einfach tun. 44 Schritte zur Lebenskunst. Rowohlt Taschenbuch, Reinbek, ISBN 978-3-644-42051-9.
- 2011: als Herausgeber: Aus dem Guru Granth Sāhib und anderen heiligen Schriften der Sikhs. Ausgewählt, aus dem Panjābī und Braj übersetzt und kommentiert von Tilak Raj Chopra und Heinz Werner Wessler. Verlag der Weltreligionen, Berlin
- 2011: Leben ohne Armut. Wie Hilfe wirklich helfen kann – meine Erfahrungen in Indien. Herder, Freiburg
- 2011: Rabindranath Tagore. Rowohlt Monographien Nr. 50399, Rowohlt, Reinbek, 4. Auflage, ISBN 978-3-499-50399-3
- 2011: Herausgegeben mit Prasanta Kumar Paul: Mein lieber Meister. Briefwechsel 1920–1938 Rabindranath Tagore / Helene Meyer-Franck und Heinrich Meyer-Benfey. Aus dem Englischen von Ingrid von Heiseler. Draupadi, Heidelberg
- 2011: Rabīndranāth Tagore und Deutschland. Deutsche Schillergesellschaft, Marbach / Deutsches Literaturarchiv (Marbacher Magazin 134)
- 2011: Rabindranath Tagore – Gedichte und Lieder. Ausgewählt und aus dem Bengalischen übersetzt. Insel, Berlin
- 2013: Rabindranath Tagore – Die Welt ist voll von Leben. (Gedichte) Ausgewählt und aus dem Bengalischen übersetzt. Herder, Freiburg
- 2014: Vom rechten Maß. 21 Schritte zur Lebenskunst. Vier Türme, Münsterschwarzach
- 2014: The Hidden Side of the Moon. Musings of a life between India and Europe. Niyogi Books, Delhi
- 2014: herausgegeben mit Imre Bangha: Rabindranath Tagore: One Hundred Years of Global Reception. Orient BlackSwan, Delhi
- 2015: Pfefferkörnchen. Ein Erzählzyklus aus Indien. Kitab-Verlag, Klagenfurt, ISBN 978-3-902878-52-6
- 2015: Am Abend notiert. 147 Einladungen zum Innehalten. Vier-Türme-Verlag, Münsterschwarzach.
- 2016: Wahrhaftig sein. 7 Schritte zur Lebenskunst. Patmos, Ostfildern, ISBN 978-3-8436-0821-3
- 2016: als Herausgeber: Gitanjali Reborn. William Radice's Writings on Rabindranath Tagore. Social Science Press, New Delhi 2016, ISBN 978-93-83166-15-2
- 2016: Anubhave Anudhyane Rabindranath [Ausgewählte bengalische Essays über Rabindaranth Tagore]. Übersetzt von Jaykrishna Kayal und anderen. Karigar, Kolkata 2016; 2. Auflage 2018, ISBN 978-93-81640-66-1
- 2017: Lebens-Reisen – 9 Versuche der Ferne näher zu kommen. Vier-Türme-Verlag, Münsterschwarzach, ISBN 978-3-7365-0059-4
- 2017: Together We are Strong! Ramu and Tara Grow Up in the Himalayas. Ponytale Books, Delhi, ISBN 978-93-80637-21-1
- 2019: Was das Leben leuchten lässt. 147 kleine Achtsamkeiten. Vier-Türme-Verlag, Münsterschwarzach, ISBN 978-3-7365-0282-6
- 2020: Indo-German Exchanges in Education. Rabindranath Tagore Meets Paul and Edith Geheeb. Oxford University Press India, New Delhi, ISBN 978-0-19-012627-8
- 2021: Zusammen sind wir stark! Ramu und Tara wachsen im Himalaya auf. Verlag23, Weiterstadt, ISBN 978-3-949565-48-9
- 2022: Mein Leben in Indien. Zwischen den Kulturen zu Hause. Patmos, Ostfildern, ISBN 978-3-8436-1368-2
- 2025: Der Duft des Göttlichen. Indien im Alltag. Patmos Verlag, Ostfildern, ISBN 978-3-8436-1574-7